# Оскар Моргенщерн
Оскар Моргенщерн (на немски: Oskar Morgenstern) е австрийски икономист, работил през голяма част от живота си в Съединените щати.
Роден е на 24 януари 1902 година в Гьорлиц, Германия, но през 1914 година семейството му се премества във Виена. През 1925 година завършва Виенския университет с дисертация, ръководена от Лудвиг фон Мизес, и от 1928 година преподава там, от 1931 година оглавява Австрийския институт за стопански проучвания. Аншлусът от 1938 година го заварва в Съединените щати и той остава да преподава в Принстънския университет. През следващите години, заедно с Джон фон Нойман, поставя основите на теорията на игрите.
Оскар Моргенщерн умира на 26 юли 1977 година в Принстън.